# S.S. Leonzio 1909
Sicula Leonzio, còn được gọi là Leonzio, là một câu lạc bộ bóng đá Ý có trụ sở tại Lentini.
Nó hiện đang tham gia cuộc thi 2018-19 Serie C.

## Lịch sử